# 窪田望
窪田 望（くぼた のぞむ、1984年3月2日 - ）は、日本の現代美術家、教育者、起業家。株式会社Creator's NEXT代表取締役。デジタル田園都市国家構想応援団理事。BBT大学客員教授。デジタルハリウッド大学大学院客員准教授。AIの特許を日本・アメリカ・中国・香港で20個発明。

## 人物
アメリカ合衆国ニューヨーク州出身。
ニューヨーク日本人学校、横浜国立大学附属鎌倉中学校、桐蔭学園高等学校理数科、慶應義塾大学総合政策学部卒業。東京大学大学院工学系研究科技術経営戦略学専攻グローバル消費インテリジェンス寄附講座 / 松尾研究室（GCI 2019 Winter）修了。米国マサチューセッツ工科大学のビジネススクールであるMIT スローン経営大学院で「Artificial Intelligence: Implications for Business Strategy」とBlockchain Technologies: Business Innovation and Application」を修了。Saïd Business School, University of Oxfordで「Oxford Algorithmic Trading Programme」を修了。東京藝術大学大学院先端芸術表現修士課程。
株式会社Creator's NEXT創業者。

## 略歴
- 2002年 - 慶應義塾大学総合政策学部 入学
- 2003年 - Creator's NEXT創業
- 2006年 - 慶應義塾大学総合政策学部 卒業
- 2019年 - 日本一のウェブ解析士（Best of the Best）として選出[1]
- 2020年 - 日本一のウェブ解析士（Best of the Best）として2年連続で選出[2]
- 2020年 - MIT Sloan School of Managementにて「Artificial Intelligence: Implications for Business Strategy」 修了。[3]
- 2020年 - 東京大学大学院工学系研究科技術経営戦略学専攻グローバル消費インテリジェンス寄附講座 / 松尾豊研究室（GCI 2019 Winter）を修了。[4]
- 2020年 - University of Oxford Saïd Business Schoolにて「Oxford Algorithmic Trading」修了。[5]
- 2021年 - ウェブ解析士として殿堂入り[6]
- 2021年 - MIT Sloan School of ManagementにてBlockchain Technologies: Business Innovation and Application修了。[7]
- 2022年 - 理化学研究所客員研究員[8]
- 2022年 - デジタル田園都市国家構想応援団 理事に就任[9]
- 2022年6月 山形県西川町との包括連携協定締結[10][11]
- 2023年7月 戦争前のウクライナの写真を元にして作られたモザイクアート「Non Fungible Ukraine」が、ウクライナ大使館にて収蔵。[12]
- 2023年7月 セブンイレブン記念財団と提携し、全国のセブンイレブンで寄付をすると、窪田望作のSBTがもらえるキャンペーンを展開。[13]
- 2024年 - 東京藝術大学大学院先端芸術表現修士課程。
- 2025年 - BBT大学の客員教授に就任。[14]

## 展示
- 2022.03.1、徳島県鳴門市のNFT鳴門美術館にて『DEEP ART展』
- 2022.03.26 『VRで体験するAIアート展』開催、大正大学、東京都豊島区
- 2022.04.22-04.24 羽田イノベーションシティにて『題名のないAI絵画展』
- 2022.07.15-07.18 大阪・関西万博1000日前を契機とした機運醸成イベント 併催の「ATC OSAKA ART展」にて作品出品 [15]
- 2022.07.30 AIアートによる国際交流ワークショップ
- 2022.07.29-07.31 羽田空港NFT イベント「NFT ってなんだ！？～アニメで知るNFT の世界～」作品出品
- 2022.08.01-2022.08.31 愛知県名古屋にてNon Fungible Chronicle作品出品[16]
- 2022.09.10-2022.09.14 MONSTER Exhibition2022[17][18]
- 2022.10.05 RED° TOKYO TOWERにて「世界一高い海」を出品。[19]
- 2022.10.09-2022.10.23 Setouchi-artjackで「香川の電車はうどんで出来ています」作品出品[20][21]
- 2022.10.18 全心連主催、ウクライナ大使館、外務省後援の元、ウクライナの平和を願う「 Non Fungible Ukraine」という作品出品。戦争前のウクライナの写真と平和を願う絵画を組み合わせたモザイクアート。[22]
- 2022.10.28 フランスのパリにて、ポンピドゥセンターの前やルーブル美術館の中にてゲリラライブペインティングを実施[23]
- 2022.11.21-27 銀座シックスにて、「AI×人」展。作詞家・イラストレーターの326氏とコラボレーション[24]
- 2023.03.18 銀座資生堂パーラーにて、「誰そ彼」展開催。[25][26][27]
- 2023.04.02 清澄庭園の大正記念館にて、ウクライナの平和を願った作品を展示。[28]
- 2023.04.05-04.10 福岡三越4階の岩田屋三越美術画廊にて「辛いことがあったら宇宙に投げよう」展示。[29]
- 2023.04.22 東京都丸の内の三菱地所運営のプライベートクラブ「OCA TOKYO」にて「誰そ彼」展開催。[30]
- 2023.10.08 東京都天王洲アイルで「断片的な日常」発表。[31]
- 2023.11.12 山形県西川町で「過去・現在・未来」発表。[31]
- 2023.11.17-19 羽田イノベーションシティで個展「生まれては消える、消えては生まれる」発表
- 2024.03.11 東京藝術大学大学院先端芸術表現取手キャンパスのイントロ展で「Brain Introduction」発表[32]
- 2024.06.14-30 窪田望 丹原健翔 二人展「RHODA」[33]
- 2024.08.17-08.31 シンガポールのArt Week Asia2024[34]発表
- 2024.09.06-09.08 東京藝術大学大学会館「Self Confessed Critic」[35]発表
- 2024.09.29-30 東京藝術大学アートアンドサイエンス棟「円環するアート」で「Self Confessed Critic」展示

## 受賞歴
- 2017 GOOD DESIGN AWARD[36]
- 2018.12.20 Keihanna Venture Championshipグランドフィナーレ優勝[37]
- 2018.03.08日経BP総研 人手不足解決賞[38]
- 2021.05.07 第6回アントレプレナー大賞にて「量子コンピューターと深層学習のハイブリッド型最適化でSDGsに貢献する」というテーマでサイエンス部門賞を堀場製作所から受賞[39]
- 2021.11.17 「ASPIC IoT・AI・クラウドアワード2021」においてAI部門 経営改革貢献賞を受賞[40]
- 2021.11.20 『2021 SIH Business Contest』において世界2位を受賞[41]
- 2021.12.06 窪田望のTikTokチャンネルがKADOKAWA大学賞を受賞[42]
- 2022.02.11 日経新聞主催のピッチコンテストで、スタートアップ部門賞を受賞[43]
- 2022.03.31 「自動運転車のためのAI特許を活用したセキュリティー事業」というテーマで 第130回かわさき起業家オーディション ビジネス・アイデアシーズ市場」最終選考会にて「かわさきビジネス・アイデアシーズ賞」及び「会場応援賞」受賞[44]
- 2022.07.13 RiseUpFestaにて、優秀賞および名古屋市賞、堺市賞[45]
- 2022.06.19 価値デザインコンテストにて内閣総理大臣賞受賞[46]
- 2022.06.30 MONSTER Exhibition2022に合格し、採択[47]
- 2022.08.04 モネのSNSアートコンテスト2022選考[48]
- 2022.09.10 MONSTER Exhibition2022にて最優秀賞受賞[49]
- 2022.09.29 Foundationにてデイリーランキング世界一を達成[50]
- 2022.12.01  欧州のルクセンブルクで開催されたLuxembourg Art Prizeで芸術功労証書を授与[51]
- 2023.03.07  イギリス・米国のTHE HOLY ARTのコンペティションで作品入選[52]
- 2023.03.08  米国のカルフォルニア州にあるコンテンポラリーファインアートギャラリーであるTERAVARNAでFINALIST AWARDを受賞[53]
- 2023.03.12 福岡アジア美術館にて、ACI AUDITIONで入選[54]
- 2023.03.13 公益財団法人日本発明振興協会の第48回発明大賞にて、考案功労賞を受賞[55][56][57]

## 特許（日本国内）
- 1)リアルデータプラットフォームと心理保存（特許6647543）[58]
- 2)教師あり・教師なしの前処理・モデル・ハイパーパラメーター最適化（特許6774129）[59][60]
- 3)IoTセンサーを使ったAdversarial Defense（特許6968475）[61]
- 4)活性化関数に着目した隠れ層最適化（特許6942900）[62]
- 5)AIに対するハッキングに対する最適防御技術（特許6971514）[63]
- 6)人工知能により生成される画像のベクター画像化（特許7055530）[64]
- 7)パーソナライズAI（特許7078307）[65]
- 8)AI簡易軽量化（特許7112802）[66]
- 9)新規な作風のデジタルデータの特定（特許7270894）[67]

## 特許（海外）
- 1)リアルデータプラットフォームと心理保存（ZL 202080016431.0）
- 2)教師あり・教師なしの前処理・モデル・ハイパーパラメーター最適化（ZL 2020800056759）

## 教育
- 成城大学にて、AI人材育成し、G検定受験者、全員合格[68]
- キズナアイと『みんなでクイズ!参加型ゲームで楽しみながら学ぶ AI の世界』[69][70]
- 2021年、大正大学でのAR謎解きゲーム「スガモ消滅2026」学生と一緒に地域貢献イベントを開催。商店街の中で6300万円以上の経済効果を生む。[71][72][73][74][75]
- 2022年、大正大学でのAI謎解きゲーム「スガモ爆発2026」をプロデュース。巣鴨での地域観光チャットボットと連動する謎解きイベントを企画。[76][77][78]

## 著作
- 1週間でGoogleアナリティクス4の基礎が学べる本 (1週間で基礎が学べるシリーズ)（インプレス、2021年）
- Googleデータスタジオによるレポート作成の教科書 ~成果を上げるWeb解析レポートを徹底解説~（マイナビ出版、2018年）

## メディア掲載
- bayfm MOTIVE! 2022.09.09 東京・巣鴨の商店街を舞台に行われているAI謎解きイベント『2026スガモ爆発 ～AIスクールバスを食い止めろ～』[79][80]
- 池袋経済新聞 2022.09.06 巣鴨商店街で「AI謎解きイベント」 大正大生が企画、商店街活性化目的に[81]
- 東海テレビ 2022.08.25 主催者のかねりんさん「社会課題の解決を…」NFTアートの展示会 和歌を元に“AIが描いた”色鮮やかな作品も [82]
- ASCII STARTUP 2022.08.24 Web3はなぜ重要？ NFTが地方創生に効く? NFT Summit Tokyoで示された可能性[83]
- 日経ビジネス
  - 2022.06.08 第一回：GAFAMも追わないところにチャンスが潜む「汎用型AI」とは[84]
  - 第二回：なぜ欧米諸国に負ける？ AI弱者日本の不都合な真実[85]
  - 第三回：AI研究者たちの決意「人を幸せにする未来のために努力する」[86]
- 創業手帳
  - 2022.07.28 クリエイターズネクスト 窪田望│GAFAMを倒す！【前編】[87]
  - 2022.07.28 クリエイターズネクスト 窪田望│GAFAMを倒す！【後編】[88]
- Metaverse Style 2022.05.23 NFT鳴門美術館「社会性×経済性」コンセプトにメタバースで作品展示[89]
- Type 2022.05.24 結局、メタバースって何だ？ 元スクエニCTO×AIアーティストがディープに語らうテクノロジーとアートの未来【橋本善久×窪田 望】[90]
- TOKYO MX
  - 2022.04.24 TOKYO MX AIが描いた美術展[91]
  - 2021.10.06 TOKYO MX 「スガモ消滅」!? 謎解きゲームでコロナ禍の商店街を応援[92]